# Бифкейк

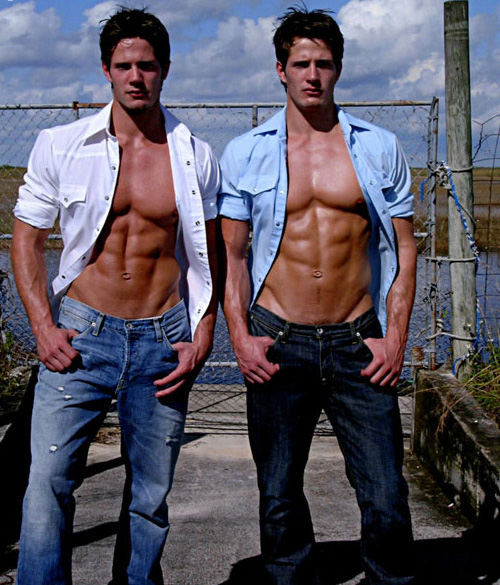
Пример бифкейка

Бифкейк (англ. beefcake, от «мясо» и «торт») — англоязычный термин: изображение полностью или частично обнажённого мужского тела, демонстрируемое в целях рекламы (повышения внимания к коммерческим продуктам). Целевой аудиторией показа при этом могут быть как потребители-женщины, так и мужчины. Иногда бифкейком называют модель, тело которой стало основой для, например, серии постеров.
Считается, что впервые этот термин использовал голливудский обозреватель Сидни Сколски.
Принято изображать мужское тело в определённом стиле — обычно это гипермаскулинный, агрессивный стиль. Популярный образ — обнажённый до пояса молодой сильный мужчина с развитой мускулатурой и красивым телом — модель или популярная звезда, например киноактёр. Одежда обычно минимальна. Бифкейк активно используется в телерекламе, на постерах, в мужских (и женских) журналах. Решения могут быть разными — от мужчины в одних трусах до часто используемого образа парня в расстёгнутой и распахнутой рубашке.
Изображения мускулистых мужчин часто используются при рекламе следующих продуктов: нижнее белье, курсы по контролю над весом, бодибилдинг, спортивные тренажеры, диеты, мужские дезодоранты.